# Lebogang Shange
Lebogang Shange (ur. 1 sierpnia 1990) – południowoafrykański lekkoatleta specjalizujący się w chodzie sportowym.
W 2013 zdobył złoty medal mistrzostw Afryki w chodzie sportowym. Mistrz Afryki z Marrakeszu (2014). W 2015 sięgnął po złoto igrzysk afrykańskich w Brazzaville. W 2016 stanął na najniższym stopniu podium afrykańskiego czempionatu w Durbanie. Rok później uplasował się na czwartym miejscu podczas mistrzostw świata w Londynie.
Wielokrotny medalista mistrzostw RPA i reprezentant kraju w pucharze świata w chodzie.
Rekordy życiowe: chód na 20 kilometrów – 1:19:18 (13 sierpnia 2017, Londyn) rekord RPA.

## Osiągnięcia
| Rok  | Impreza                      | Miejsce        | Konkurencja           | Lokata      | Wynik   |
| ---- | ---------------------------- | -------------- | --------------------- | ----------- | ------- |
| 2012 | Puchar świata w chodzie      | Sarańsk        | chód na 20 kilometrów | 76. miejsce | 1:30:05 |
| 2013 | Mistrzostwa Afryki w chodzie | Bambous        | chód na 20 kilometrów | 1. miejsce  | 1:28:38 |
| 2013 | Mistrzostwa świata           | Moskwa         | chód na 20 kilometrów | DNF         | DNF     |
| 2014 | Puchar świata w chodzie      | Taicang        | chód na 20 kilometrów | 61. miejsce | 1:24:18 |
| 2014 | Mistrzostwa Afryki           | Marrakesz      | chód na 20 kilometrów | 1. miejsce  | 1:26:58 |
| 2015 | Mistrzostwa świata           | Pekin          | chód na 20 kilometrów | 11. miejsce | 1:21:43 |
| 2015 | Igrzyska afrykańskie         | Brazzaville    | chód na 20 kilometrów | 1. miejsce  | 1:26:43 |
| 2016 | Mistrzostwa Afryki           | Durban         | chód na 20 kilometrów | 3. miejsce  | 1:21:41 |
| 2016 | Igrzyska olimpijskie         | Rio de Janeiro | chód na 20 kilometrów | 44. miejsce | 1:25:07 |
| 2017 | Mistrzostwa świata           | Londyn         | chód na 20 kilometrów | 4. miejsce  | 1:19:18 |